# Abu-Bakr Muhàmmad al-Mudhàffar
Abu-Bakr Muhàmmad ibn Abd-Al·lah ibn al-Aftas Sayf-ad-Dawla al-Mudhàffar (àrab: أبو بكر محمَّد بن عبد الله بن الأفطس سيف الدولة المظفر, Abū Bakr Muḥammad b. ʿAbd Allāh b. al-Afṭas Sayf ad-Dawla al-Muẓaffar) fou emir de Batalyaws 1045-1067.
Fill d'Abd-Al·lah ibn Muhàmmad al-Mansur, va lluitar contra Abbad ibn Muhàmmad al-Mútadid, emir de l'emirat d'Ixbíliya, que va anar conquerint els emirats amazics dels seus voltants. Al-Mudhàffar i al-Mansur van pactar la pau en 1051 amb la mediació de Abu-l-Walid Muhàmmad ibn Jàhwar ar-Raixid de la República de Qurtuba per evitar la pressió de Ferran I de Lleó, a qui va pagar a una paria anual de cinc mil dinars des de 1057.
Se li atribueix la composició de diverses obres i un exigent gust poètic.